# يوجين في. لكس
يوجين في. لكس هو سياسي أمريكي، ولد في 16 أغسطس 1926 في لنكن في الولايات المتحدة، وتوفي في 21 يونيو 2019. نشط حزبياً في الحزب الديمقراطي. وقد انتخب عضو مجلس نواب واشنطن ‏.